# Evgenij Onegin (film 1958)
Evgenij Onegin (Евгений Онегин) è un film del 1958 diretto da Roman Irinarchovič Tichomirov.